# Albizia procera
Espèce
Classification phylogénétique
Albizia procera ou Siris blanc est une espèce de plantes à fleurs de la famille des Mimosaceae selon classification classique, ou à celle des Fabaceae, sous-famille des Mimosoideae selon la classification phylogénétique. C'est un arbre tropical originaire d'Asie et d'Océanie. On le trouve en Chine, sur l'Île de Taïwan, au Bhoutan, en Inde, au Népal, au Cambodge, au Laos, en Birmanie, en Thaïlande, au Viêt Nam, en Indonésie, en Papouasie-Nouvelle-Guinée, aux Philippines et en Australie.

## Description
Ce sont de grands arbres à feuilles caduques.

## Galerie de photographies

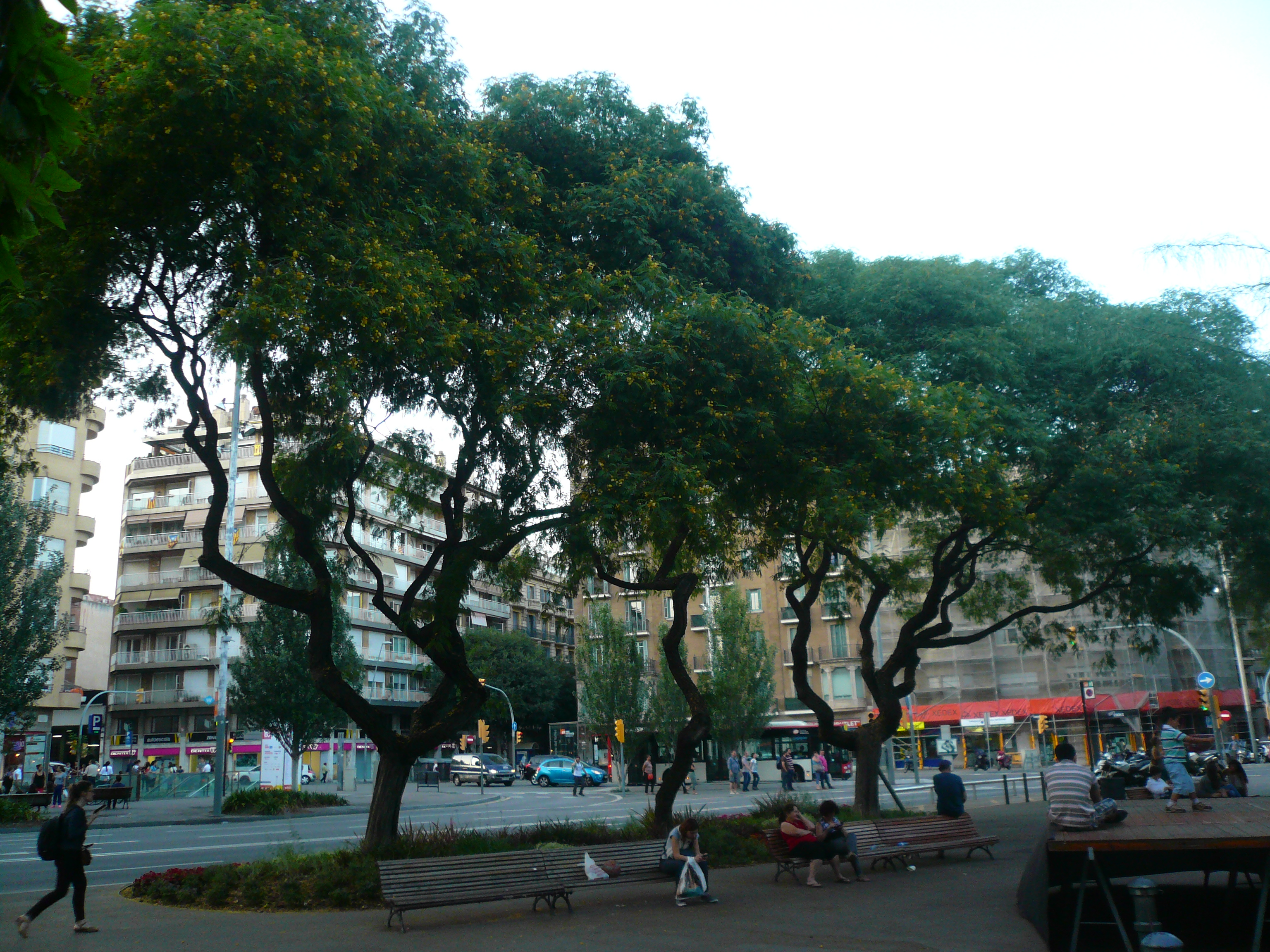
Siris blancs, plaça Molina, à Barcelone, en Espagne.
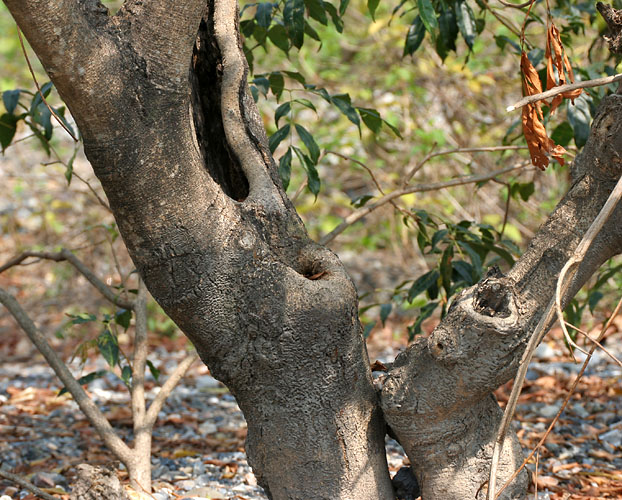
Tronc, Jayanti, Duars, au Bengale-Occidental.
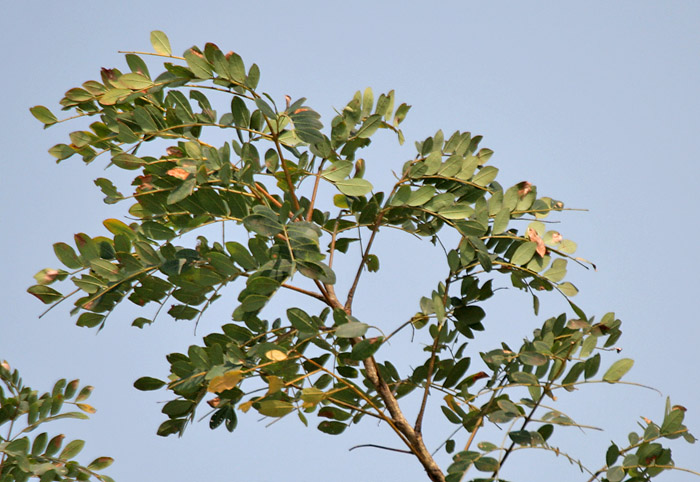
Feuilles.
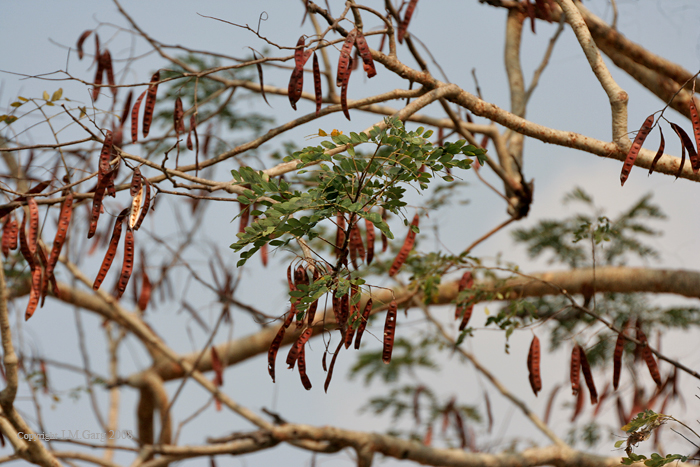
Fruits.
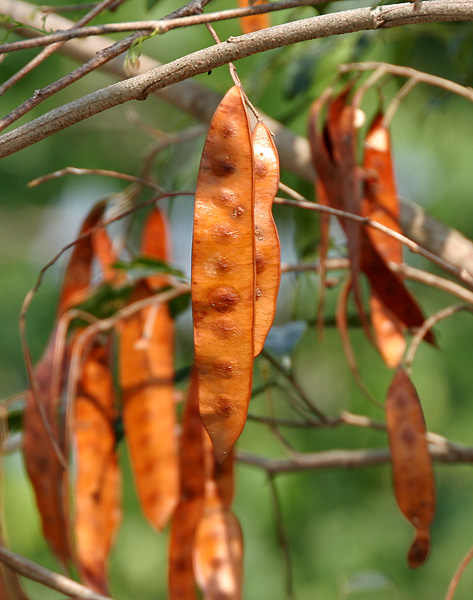
Fruits.
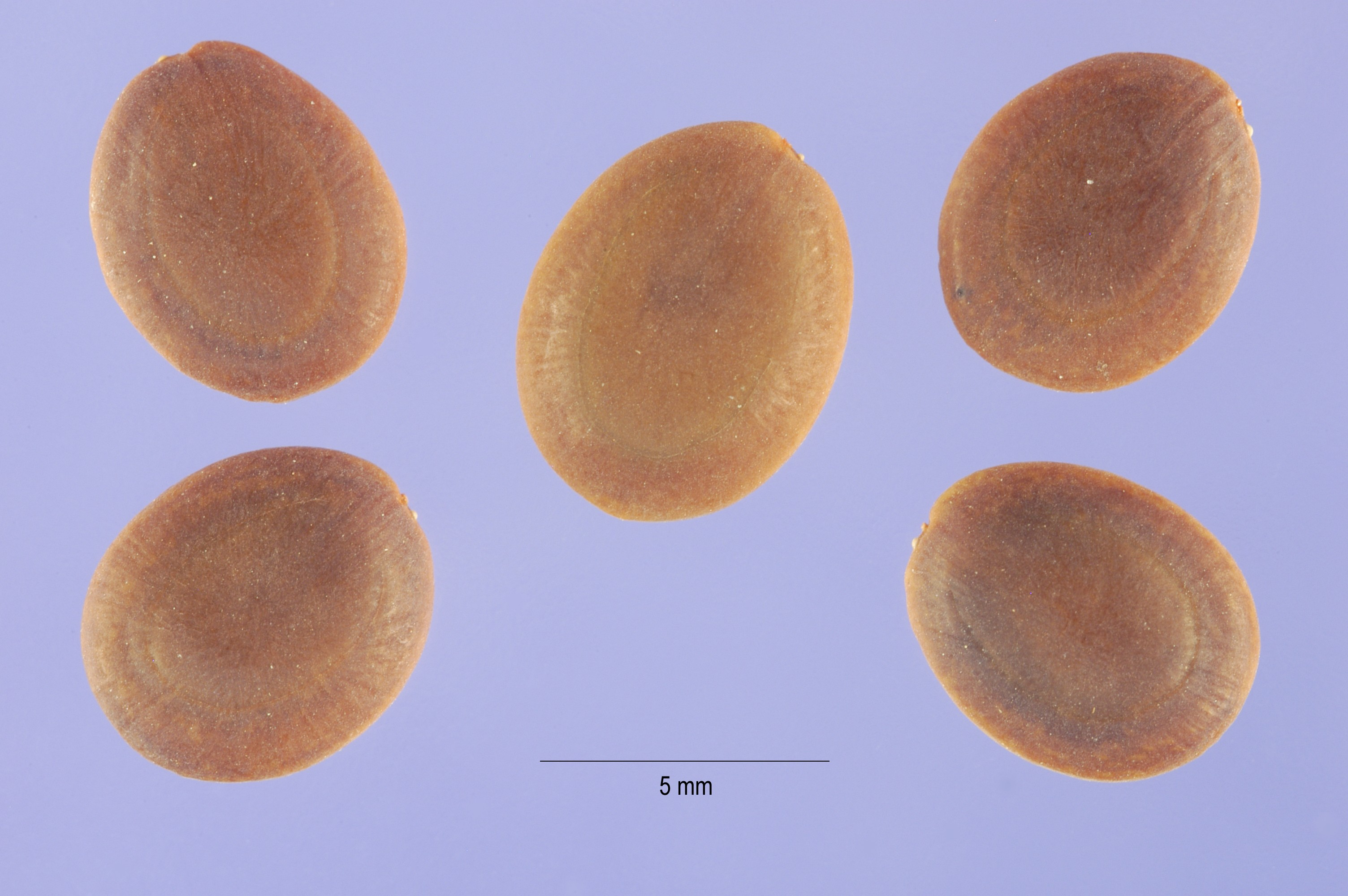
Graines.

## Synonyme
- Mimosa procera Roxb.

## Utilisation
Une société primitive découpe des bandes d'écorces, de 10*50 cm, de l'arbre Albizia procera (Roxb.) Benth. pour se préserver des sangsues. En frottant la face interne de l'écorce sur les chevilles et les jambes, déjà mouillées par la végétation dégouttante de la pluie, on produisait une mousse rose qui était un excellent répulsif. On peut aussi utiliser son bois. Celui-ci peut par ailleurs servir à la production de charbon de bois.